# Élection présidentielle libérienne de 1859
L'élection présidentielle libérienne de 1859 se résulte par la réélection du président sortant, Stephen Allen Benson.

## Résultat
Le président Stephen Allen Benson, est réélu sans oppositions, pour un troisième mandat.